# Zeno Van Den Bosch
Zeno Van Den Bosch (Brasschaat, 6 luglio 2003) è un calciatore belga, difensore dell'Anversa.

## Caratteristiche tecniche
Gioca come difensore centrale ben strutturato fisicamente,abile nei duelli aerei e in marcatura. In patria viene considerato come un possibile successore di Toby Alderweireld. 

## Carriera

### Club
Van Den Bosch è cresciuto nel settore giovanile dell'Anversa dove ha firmato il suo primo contratto professionistico nel 2020. Nel settembre 2022 ha rinnovato ulteriormente fino al 2025 ed il 18 gennaio 2023 ha debuttato in prima squadra nell'incontro di Pro League vinto 3-0 contro l'Ostenda. Nella stagione 2022-2023 diventa campione di Pro League. Ha segnato il suo primo gol il 24 gennaio 2024 in Coppa del Belgio contro l'OH Lovanio.
Diventa un titolare fisso e contribuisce alla vittoria della Supercoppa del Belgio e della Coppa del Belgio.

### Nazionale
Ha giocato nella nazionale belga Under-17.
Viene promosso nella nazionale belga under-21 dove scende in campo da titolare nelle qualificazioni agli europei contro Malta e Spagna.

## Statistiche

### Presenze e reti nei club
Statistiche aggiornate al 5 febbraio 2024.
| Stagione        | Squadra         | Campionato      | Campionato | Campionato | Coppe nazionali | Coppe nazionali | Coppe nazionali | Coppe continentali | Coppe continentali | Coppe continentali | Altre coppe | Altre coppe | Altre coppe | Totale | Totale | Totale |
| Stagione        | Squadra         | Comp            | Pres       | Reti       | Comp            | Pres            | Reti            | Comp               | Pres               | Reti               | Comp        | Pres        | Reti        | Pres   | Reti   |        |
| --------------- | --------------- | --------------- | ---------- | ---------- | --------------- | --------------- | --------------- | ------------------ | ------------------ | ------------------ | ----------- | ----------- | ----------- | ------ | ------ | ------ |
| 2022-2023       | Anversa         | PL              | 7          | 0          | CB              | 2               | 0               | UECL               | 0                  | 0                  |             | -           | -           | 9      | 0      |        |
| 2023-2024       | Anversa         | PL              | 33         | 0          | CB              | 6               | 2               | UCL                | 5                  | 0                  | SB          | 1           | 0           | 45     | 2      |        |
| 2024-2025       | Anversa         | PL              | 23         | 1          | CB              | 4               | 0               | -                  | -                  | -                  | -           | -           | -           | 27     | 1      |        |
| Totale carriera | Totale carriera | Totale carriera | 63         | 1          |                 | 12              | 2               |                    | 5                  | 0                  |             | 1           | 0           | 81     | 3      |        |

### Cronologia presenze e reti in nazionale
| Cronologia completa delle presenze e delle reti in nazionale ― Belgio under 21 | Cronologia completa delle presenze e delle reti in nazionale ― Belgio under 21 | Cronologia completa delle presenze e delle reti in nazionale ― Belgio under 21 | Cronologia completa delle presenze e delle reti in nazionale ― Belgio under 21 | Cronologia completa delle presenze e delle reti in nazionale ― Belgio under 21 | Cronologia completa delle presenze e delle reti in nazionale ― Belgio under 21 | Cronologia completa delle presenze e delle reti in nazionale ― Belgio under 21 | Cronologia completa delle presenze e delle reti in nazionale ― Belgio under 21 |
| Data                                                                           | Città                                                                          | In casa                                                                        | Risultato                                                                      | Ospiti                                                                         | Competizione                                                                   | Reti                                                                           | Note                                                                           |
| ------------------------------------------------------------------------------ | ------------------------------------------------------------------------------ | ------------------------------------------------------------------------------ | ------------------------------------------------------------------------------ | ------------------------------------------------------------------------------ | ------------------------------------------------------------------------------ | ------------------------------------------------------------------------------ | ------------------------------------------------------------------------------ |
| 21-3-2024                                                                      | Edimburgo                                                                      | Scozia under 21                                                                | 0 – 2                                                                          | Belgio under 21                                                                | Qual. Europeo Under-21 2025                                                    | -                                                                              | 61’                                                                            |
| 26-3-2024                                                                      | Almería                                                                        | Spagna under 21                                                                | 1 – 0                                                                          | Belgio under 21                                                                | Qual. Europeo Under-21 2025                                                    | -                                                                              |                                                                                |
| 11-10-2024                                                                     | Edimburgo                                                                      | Scozia under 21                                                                | 0 – 2                                                                          | Belgio under 21                                                                | Qual. Europeo Under-21 2025                                                    | -                                                                              | 58’                                                                            |
| 15-10-2024                                                                     | Lovanio                                                                        | Belgio under 21                                                                | 0 – 1                                                                          | Ungheria under 21                                                              | Qual. Europeo Under-21 2025                                                    | -                                                                              |                                                                                |
| 15-11-2024                                                                     | Lovanio                                                                        | Belgio under 21                                                                | 0 – 2                                                                          | Rep. Ceca under 21                                                             | Qual. Europeo Under-21 2025                                                    | -                                                                              |                                                                                |
| 19-11-2024                                                                     | Hradec Králové                                                                 | Rep. Ceca under 21                                                             | 1 – 1                                                                          | Belgio under 21                                                                | Qual. Europeo Under-21 2025                                                    | -                                                                              | 83’                                                                            |
| Totale                                                                         |                                                                                | Presenze                                                                       | 6                                                                              |                                                                                | Reti                                                                           | 0                                                                              |                                                                                |

## Palmarès

### Club

#### Competizioni nazionali
- Coppa del Belgio: 1

Anversa: 2022-2023
- Campionato belga: 1

Anversa: 2022-2023
- Supercoppa del Belgio: 1

Anversa: 2023